# Muyinga (provins)
Muyinga är en av Burundis 18 provinser. Provinsen är belägen i den nordöstra delen av Burundi och täcker en yta av 1 836 km². Huvudorten är Muyinga.